# 海防港
海防港（越南语：／）是越南海防市的一个港口群，也是越南北部最大港口及仅次于西貢港的越南第二大港口。

## 历史
海防港于1874年由法国人修建，用于远征军登陆和补给。此后，该港通过铁路与中国云南相连。至1939年，该港的进出口航运量占印度支那地区的23%。